# Estrela Dalva (escola de samba)
Estrela D'alva é uma escola de samba de Campinas.
Sediada na Vila Costa e Silva desde 1975, a Estrela D'Alva foi fundada no bairro Taquaral em 30 de junho de 1950, pelos amigos Liberato de Moraes, conhecido como "Beiçola", e Marcílio, cujo apelido era Ipê, outros registros apontam que foi fundada em 1949, no Bairro do Furazóio, hoje Vila Tofanello, por Rodrigues Alves. Entre seus membros mais famosos, está o sambista Nenê do Cavaco.
Sob as cores azul e branco simbolizada pela estrela, a escola foi presidida pelo seu fundador até 1978, período em que recebeu vários títulos do carnaval campineiro.

## Carnavais
Uma das escolas de samba mais antigas da cidade, 56 anos desde sua fundação, foi campeã do carnaval campineiro por oito anos consecutivos, entre 1992 a 2000, contando sempre com a participação da comunidade.
Foi rebaixada em 2009 por não se apresentar com o número mínimo de componentes. Vice-campeã do Grupo de acesso em 2010, foi promovida para o Carnaval 2011. Naquele ano, obteve a sexta colocação do Grupo Especial.
| Ano  | Colocação              | Grupo    | Enredo | Carnavalesco |
| 2010 | Vice-campeã            | Acesso   |        |              |
| 2011 | 6º lugar               | Especial |        |              |
| 2012 | Não houve desfile      |          |        |              |
| 2013 | Desfile sem competição |          |        |              |
| 2014 | 7º lugar               | Especial |        |              |
| 2015 |                        | Acesso   |        |              |